# آيت رحو 1 (سبت آيت رحو)
آيت رحو 1 هي إحدى مشيخات المملكة المغربية، تتبع جغرافيا لإقليم خنيفرة وإداريًا لسبت آيت رحو. يقدر عدد سكانها بـ 3264 نسمة حسب الإحصاء الرسمي للسكان والسكنى لسنة 2004.